# Jørgen Hansen Tausen
Jørgen Hansen Tausen (født omkring 1535 i Viborg - døde 4. april 1578 i København) var en dansk præst.

## Liv og karriere
Jørgen var søn af reformator og biskop Hans Tausen og dennes første kone Dorthea Sadolin.
I 1557 indskrevet ved universitet i Wittenberg, hvor faren også havde studeret, senere blev han præst i det daværende sønderjyske Medelby(nu tysk), men han mistede i 1566 dette erhverv. Grunden til at Jørgen mistede sit job var at han den 3. august samme år blev dømt i Ribe for at have såret Jannik Bagesen, en søn af rådmand Bagge Jensen, fordi Jannik senere døde var Jørgen også anklaget for drab, men blev frikendt fordi Jannik „var kommen til Graven vel tillægt og ikke med åbent Sår".